# Eugene von Szyll Taund
Eugene von szyll Taund (Presburg, 17 de juliol de 1856 - [...?]) fou un compositor hongarès. Es va distingir com a autor d'operetes, entre les que hi figuren les titulades Der Gouverneur (Graz, 1890); Die Lachtaube (Viena, 1895), Der Wunderknabe (Viena, 1896), i Der Dreibund (Viena, 1898). A més se li deuen, 18 Unterrichtsbriefe (1905).